# Хидалго (филм)
Хидалго је филм из 2004. базиран на причама Френка Хопкинса о доживљајима његовог мустанга Хидалга. Сценарио за филм је написао Џон Фуско, а режирао га је Џо Џонстон. Главне улоге играју: Виго Мортенсен, Омар Шариф и Зулајка Робинсон.

## Глумци
| Глумац                   | Улога               |
| ------------------------ | ------------------- |
| Виго Мортенсен           | Френк Хопкинс       |
| Омар Шариф               | Шеик Ријад          |
| Зулајка Робинсон         | Џазира              |
| Луиз Ломбард             | Леди Ен Давенпорт   |
| Адам Алекси Мал          | Азиз                |
| Саид Тахмауи             | Принц Бимн Ал Ри    |
| Сајлас Карсон            | Катиб               |
| Харш Најар               | Јусуф               |
| Џ. К. Симонс             | Бафало Бил Коди     |
| Адони Маропис            | Сакр                |
| Виктор Талмаџ            | Ро Расмусен         |
| Питер Менса              | Џафа                |
| Џошуа Вулф Колман        | Курд                |
| Френки Мванги            | млади роб           |
| Флојд Ред Кроу Вестерман | Поглавица Орлов Рог |

## Локације снимања
- Лос Анђелес (Калифорнија, САД)
- Национални парк Црна Брда (Јужна Дакота, САД)
- Резерват племена Црне Ноге (Монтана, САД)
- Исушено језеро Кадбек (Калифорнија, САД)
- Думонт Дјунс (Калифорнија, САД)
- Глечерски национални парк (Монтана, САД)
- Џејмстаун (Калифорнија, САД)
- Калиспел (Монтана, САД)
- Мароко
- Мистери Меса (Калифорнија, САД)
- Ранчо Палос Вердес (Калифорнија, САД)
- Санта Кларита (Калифорнија, САД)

## Благајне
- 67.303.450 $ у САД.
- 40.800.000 $ у иностранству.
- 108.103.450 $ укупно у свету.